# گسیل پروتون
گسیل پروتون (به انگلیسی: Proton emission) یا پرتوزایی پروتون، گونه‌ای از واپاشی هسته‌ای است که طی آن ذره بنیادی پروتون از هسته اتم منتشر می‌شود.